# Автошлях Т 0401
Автошля́х Т 0401 — автомобільний шлях територіального значення у Дніпропетровській та Запорізькій областях. Пролягає територією Дніпровського, Синельниківського, Пологівського та Мелітопольського районів, що сполучає населені пункти Дніпро — Васильківку — Покровське — Гуляйполе — Пологи — Токмак — Молочанськ — Мелітополь. Загальна довжина — 254,8 км.

## Маршрут
Автошлях проходить через такі населені пункти:
| Автошлях Т 0401          |              |
| Дніпропетровська область |              |
| Дніпровський район       |              |
| Дніпро                   | Т 0402       |
| Синельниківський район   |              |
| Іларіонове               |              |
| Первомайське             |              |
| Хорошеве                 | E105М18      |
| Синельникове             | Т 0416Т 0425 |
| Мар'ївка                 |              |
| Роздори                  |              |
| Зелений Гай              |              |
| Катеринівка              |              |
| Колоно-Миколаївка        |              |
| Богданівка               |              |
| Правда                   | Т 0408       |
| Васильківка              |              |
| Григорівка               | Т 0406       |
| Романки                  |              |
| Покровське               | Н15          |
| Олександрівка            |              |
| Данилівка                |              |
| Нечаївка                 |              |
| Радісне                  |              |
| Запорізька область       |              |
| Пологівський район       |              |
| Нове Запоріжжя           |              |
| Добропілля               |              |
| Варварівка               |              |
| Гуляйполе                | Т 0814       |
| Дорожнянка               |              |
| Пологи                   | Н08 Т 0815   |
| Тарасівка                |              |
| Романівське              |              |
| Очеретувате              |              |
| Токмак                   | Р37Т 0408    |
| Кутузівка                |              |
| Молочанськ               |              |
| Левадне                  |              |
| Долина                   |              |
| Рибалівка                |              |
| Любимівка                |              |
| Мелітопольський район    |              |
| Світлодолинське          |              |
| Кам'янське               |              |
| Прилуківка               |              |
| Травневе                 |              |
| Зарічне                  |              |
| Терпіння                 |              |
| Рівне                    |              |
| Семенівка                |              |
| Мелітополь               | М18E105      |